# Классификация подводных лодок
Подводные лодки классифицируются по следующим признакам:

## По типу энергетической установки

### Атомные

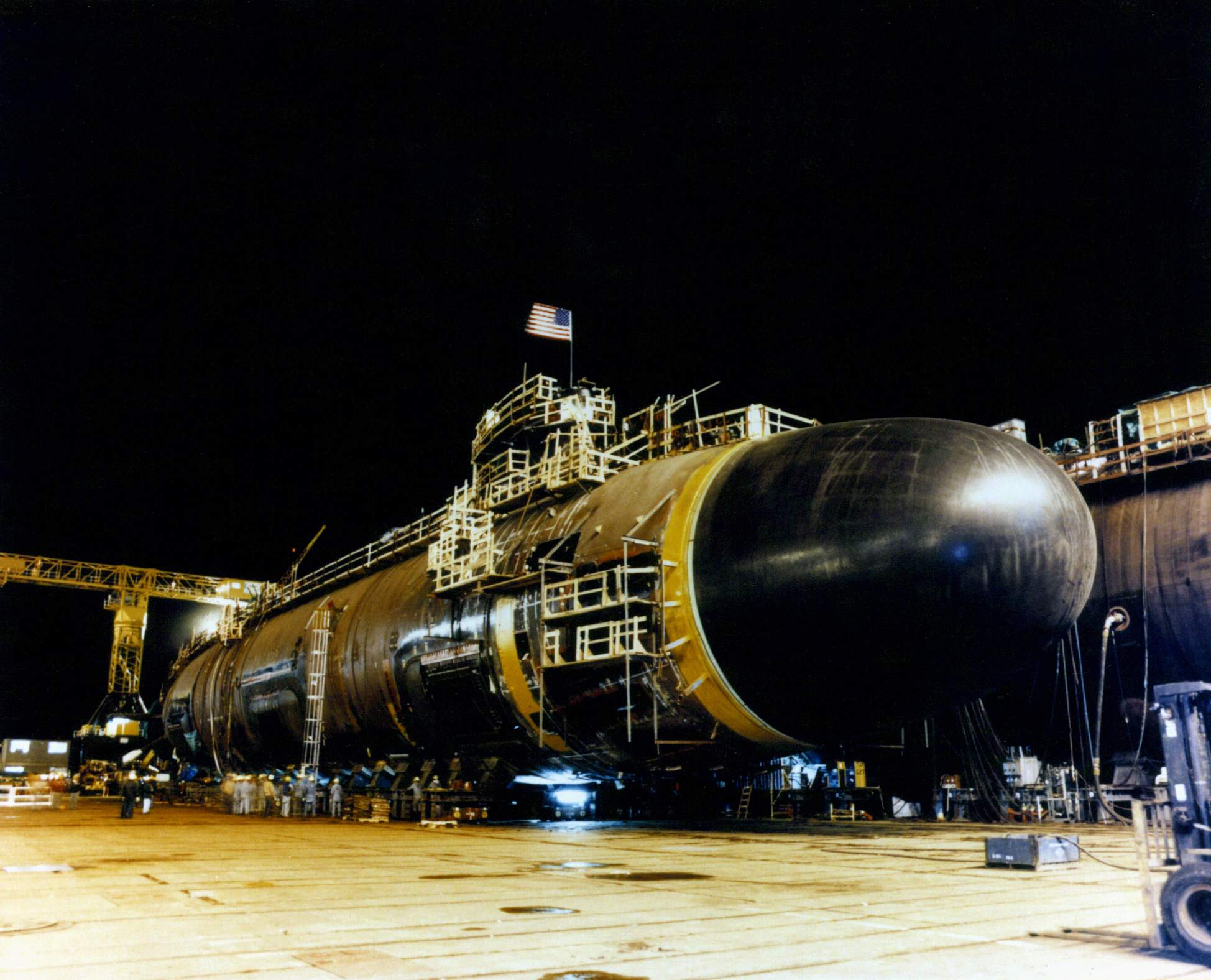
АПЛ 4-го поколения типа «Сивулф» ВМС США

Атомные подводные лодки есть у пяти стран:
1. США
2. Россия
3. Великобритания
4. Франция
5. Китай

Ещё две страны ведут строительство подводных лодок
1. Индия (см. также К-43, К-152)
2. Бразилия

### Неатомные
- дизель-электрические (ДПЛ, ДЭПЛ)
- дизель-стирлинг-электрические (ДСЭПЛ)

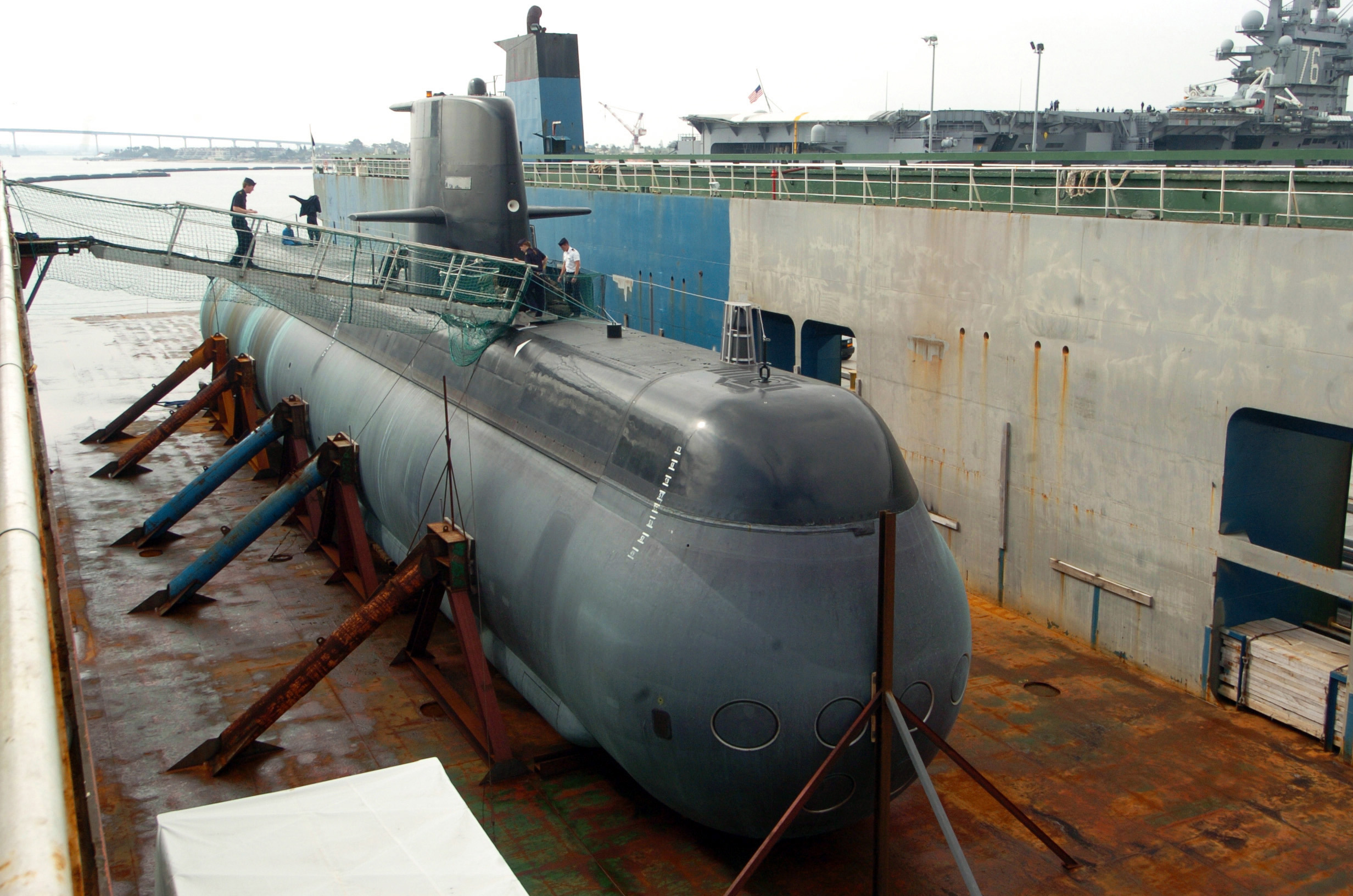
ДСЭПЛ типа «Готланд» ВМС Швеции

- 1.  Швеция, все находящиеся в строю лодки
  2.  Сингапур, шведского производства
- с полным электродвижением на топливных элементах

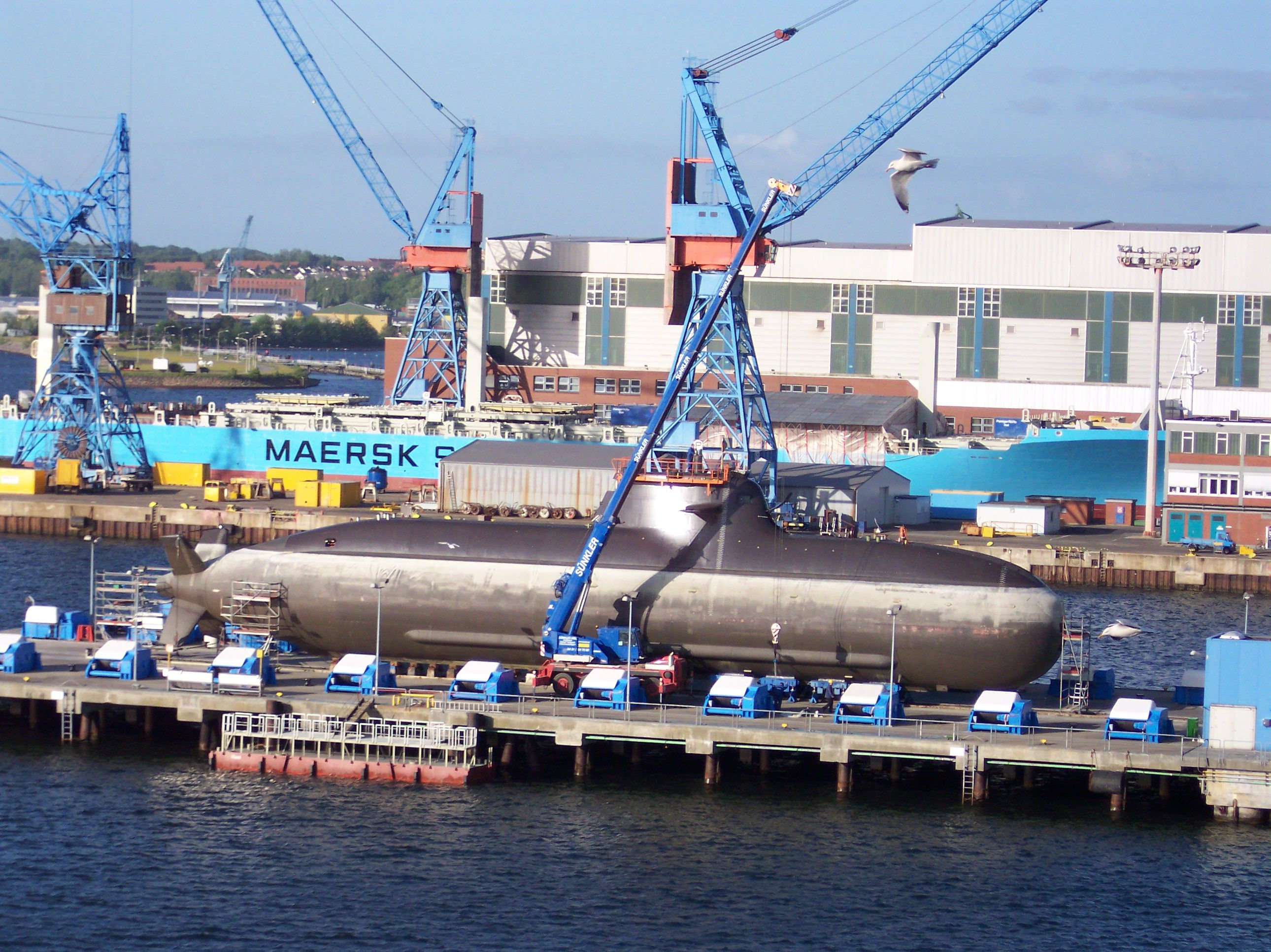
Германская ДПЛ проекта 212 на топливных элементах

- 1.  Германия (проект 212А)
  2.  Россия (проект 677 «Лада»)

## По водоизмещению
- подводные крейсеры (К, ТК)
- крейсерские
- большие (Б)
- средние (С)
- малые (М)
- сверхмалые

## По предназначению
- стратегические (СН)
- многоцелевые (М)
- специального назначения

## По основному вооружению
- баллистические ракеты (РБ),
- крылатые ракеты (РК),
- торпеды (Т),
- ракетно-торпедные (ТРК).

## По конструкции корпуса
- Однокорпусные — корпус одновременно и противостоит давлению, и имеет обтекаемую форму.
- Смешанного типа (полуторакорпусные) — для лучшей обтекаемости основной корпус частично прикрыт лёгким корпусом
- Двухкорпусные (например, подводные лодки типа I-46) — есть ярко выраженные лёгкий корпус и прочный корпус
- Многокорпусные — как правило, это несколько прочных корпусов внутри одного лёгкого корпуса, как, например в нидерландских лодках типа «Долфейн» и советских тяжёлых стратегических субмаринах 941 «Акула».

## По поколениям
В истории развития атомного подводного кораблестроения выделяют пять поколений кораблей, которые различаются по надёжности, скрытности, вооружению, системам обнаружения. По аналогии неатомные подводные лодки соответствующего технического уровня также разделяют на поколения.

## Современные проекты
Все стоящие на вооружении в настоящее время подводные лодки классифицируются следующим образом:
- Атомные подводные лодки с баллистическими ракетами (ПЛАРБ), другое обозначение: Ракетный подводный крейсер стратегического назначения (РПКСН);
- Атомные подводные лодки с крылатыми ракетами (ПЛАРК);
- Многоцелевые атомные подводные лодки с торпедным и торпедо-ракетным вооружением (ПЛАТ и МПЛАТРК);
- Неатомные подводные лодки с торпедным или торпедо-ракетным вооружением (ДПЛ и ДПЛРК).

## Экспериментальные типы
- Летающая подводная лодка
- Подводный самолёт (подводная лодка с подводными крыльями)[1]